# ディズニー・ガールズ (1957)
「ディズニー・ガールズ (1957)」（Disney Girls (1957)）は、ブルース・ジョンストンが作詞作曲しザ・ビーチ・ボーイズが1971年に発表した楽曲。

## 概要
録音は1971年6月3日に行われた。ジョンストンはリード・ボーカルのほか、アップライト・ピアノ、シンセベース、マンドリンなどを担当した。レコーディングにはエド・カーター（アコースティック・ギター、エレクトリック・ギター）、デニス・ドラゴン（ドラムズ）、キャシー・ドラゴン（フルート）らが参加した。
同年8月30日発売のアルバム『サーフズ・アップ』に収録された。その後ジョンストンは1977年のソロ・アルバム『Going Public』でセルフ・カバーを行っている。
2013年発売のライブ・アルバム『Live – The 50th Anniversary Tour』にライブ・バージョンが収録されている。
ジム・フジーリの研究書『ペット・サウンズ』（ブルームズベリー・アカデミック、2005年2月）の翻訳者である村上春樹は、自著で「ディズニー・ガールズ (1957)」の歌詞を全訳した際次のように解説した。
「五〇年代のアメリカの小さな町の風景。人々は教会に通い、子供たちはディズニー映画に夢中で、自動車はあくまで大きく、コンバーチブルの屋根を開けるとそこには満天の星があった。ラジオからはパティー・ペイジの『オールド・ケープ・コッド』が流れている。それはもう幻想の世界だ。そんなものはもうどこにも存在しない。しかし彼が見つけた恋人は、彼をもう一度そんな世界に連れ戻してくれる」

## カバー・バージョン
- キャス・エリオット - 1972年のアルバム『Cass Elliot』に収録。ジョンストンとカール・ウィルソンがバッキング・ボーカルで参加している。
- キャプテン&テニール - 1975年のアルバム『Love Will Keep Us Together』に収録。
- アート・ガーファンクル - 1975年のアルバム『愛への旅立ち』に収録。ジョンストンがピアノ、口笛、バッキング・ボーカルで参加[4]。
- マイケル・クロフォード - 1976年のシングル。
- 岩崎宏美 - 1983年のアルバム『Disney Girl』に収録。
- EGO-WRAPPIN' - 1998年のアルバム『フジテレビ系ドラマオリジナルサウンドトラック「きらきらひかる」』に収録。
- アン・サリー - 2003年のアルバム『day dream』に収録。
- ドリス・デイ - 2011年のアルバム『My Heart』に収録。
- マリ・ウィルソン - 2012年のアルバム『Cover Stories』に収録。